# Orleanesia peruviana
Orleanesia peruviana är en orkidéart som beskrevs av Charles Schweinfurth. Orleanesia peruviana ingår i släktet Orleanesia och familjen orkidéer. Inga underarter finns listade i Catalogue of Life.